# عنوان بريدي

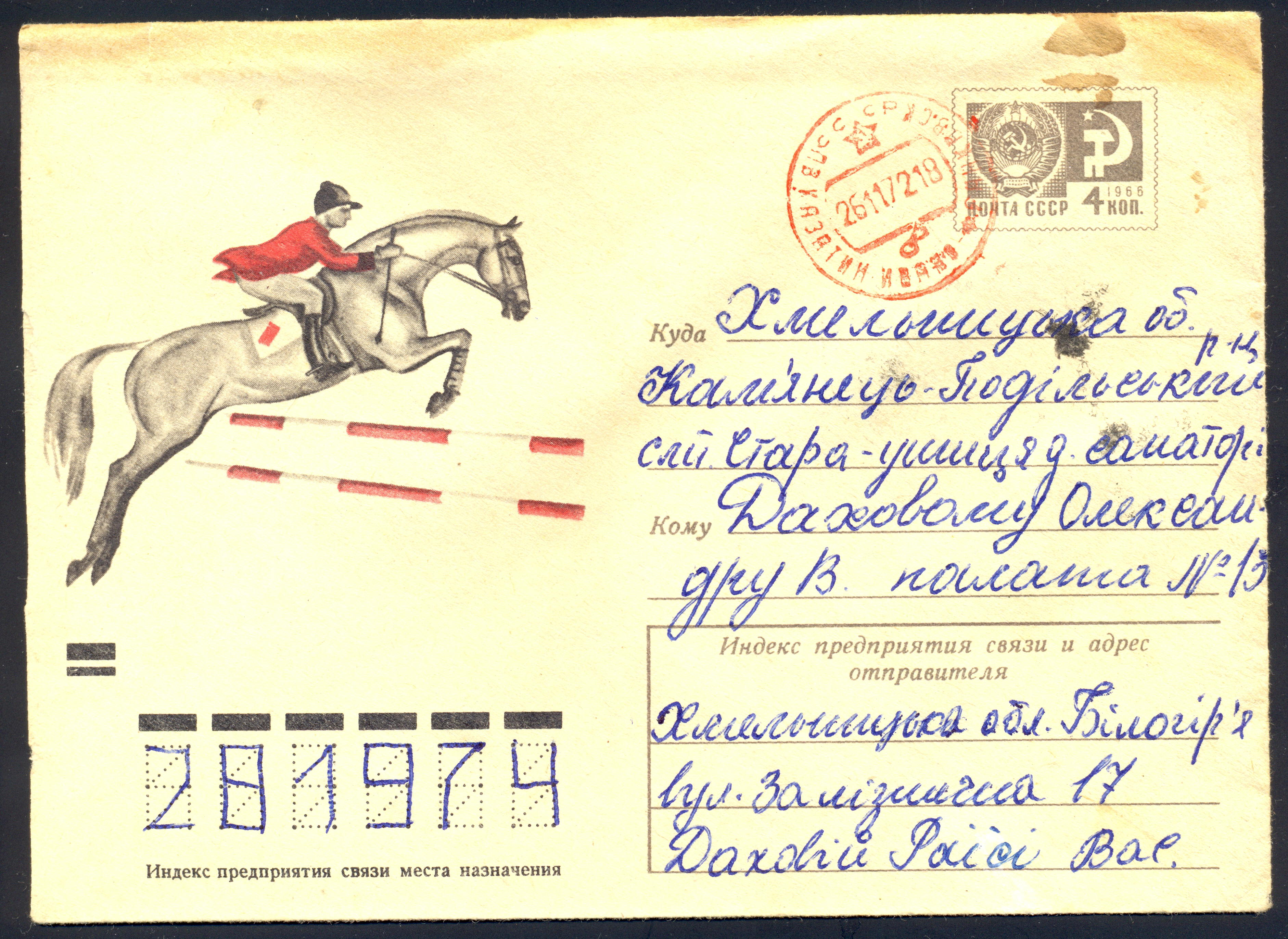

العنوان البريدي هو عبارة عن مجموعة من المعلومات، تقدم بشكل ثابت في الغالب، وتستخدم لوصف موقع مبنى، شقة، أو بناية أخرى أو قطعة أرض، وذلك باستخدام الحدود السياسية عموما، وأسماء الشوارع والإشارات، جنبا إلى جنب مع معرفات أخرى مثل رقم المنزل أو الشقة. بعض العناوين تحتوي أيضا على رموز خاصة للمساعدة في توجيه البريد والطرود، مثل الرمز البريدي.
تستخدم أغلب دول العالم اسم للشارع ورقم البيت للإشارة إلى العنوان البريدي أو عنوان السكن. ففي أمريكا وبريطانيا مثلا يكون رقم الدار قبل اسم الشارع بينما في بقية دول أوروبا وأفريقيا ياتي الرقم بعد اسم الشارع.